# Janis Joplin
Janis Lyn Joplin, född 19 januari 1943 i Port Arthur, Texas, död 4 oktober 1970 i Hollywood, Los Angeles, Kalifornien, var en amerikansk sångerska. Janis Joplin var en av 1960-talets största sångerskor och blev speciellt känd på grund av sin hesa och känsliga röst.

## Biografi
Joplin började redan som tonåring att sjunga blues och folkmusik. I mitten av 60-talet kom hon i kontakt med bandet Big Brother and the Holding Company, hon debuterade i bandet 10 juni 1966 med en spelning på Avalon Ballroom i San Francisco. Bandet med henne som frontfigur slog sedan igenom på Monterey-festivalen 1967.
En av de mest kända låtarna hon spelat in med bandet är "Piece of My Heart", en låt som först spelades in och utgavs av Erma Franklin, syster till Aretha Franklin. Joplin lämnade bandet för en solokarriär 1968, då hon bildade sitt första kompband, The Kozmic Blues Band, vilket kanske mest utmärkte sig för sin blåssektion. Med detta band turnerade hon i Nordamerika och Europa 1969; bland annat uppträdde hon på den legendariska Woodstockfestivalen i augusti samma år. Strax därefter släpptes hennes första soloalbum, I've Got Dem Ol' Kozmic Blues Again Mama!.
Janis Joplin, som en längre tid haft problem med alkohol och andra droger, lyckades efter detta bli fri från missbruket. Hon bildade ett nytt band, Full Tilt Boogie, där blåssektionen ersatts av en organist. Tillsammans inledde de inspelningarna av Joplins andra soloalbum, Pearl. 
Joplin kunde dock inte hålla sig ifrån drogerna, och den 4 oktober år 1970 hittades hon död på rum 105 på Landmark Motor Hotel, Franklin Avenue, Hollywood. Hon hade tagit en överdos av heroin. På albumet, som släpptes efter hennes död, fanns några av hennes mest kända sånger med, bland andra "Mercedes Benz" och "Me and Bobby McGee". 

### Eftermäle
Janis Joplin är en av de fem största som ingår i vad som brukas kallas 27 Club, med rockstjärnor som avlidit vid 27 års ålder.
Joplins liv har beskrivits i mängder av böcker, bland annat boken Scars of Sweet Paradise, skriven av Alice Echols. Det senaste året har en bok av Janis syster Laura kommit: Love, Janis.
Filmen The Rose från 1979 med Bette Midler i huvudrollen är inspirerad av Joplins karriär. Dock handlar den inte, som många tror, om Joplins liv, utan om den fiktiva karaktären Mary Rose Foster. I filmen Janis: Little Girl Blue från 2015 ges en inblick i Joplins inre värld av demoner, ensamhet, kärlekstörst och låg självkänsla som hon dövade med droger.
Janis Joplin invaldes i Rock and Roll Hall of Fame år 1995.

## Galleri

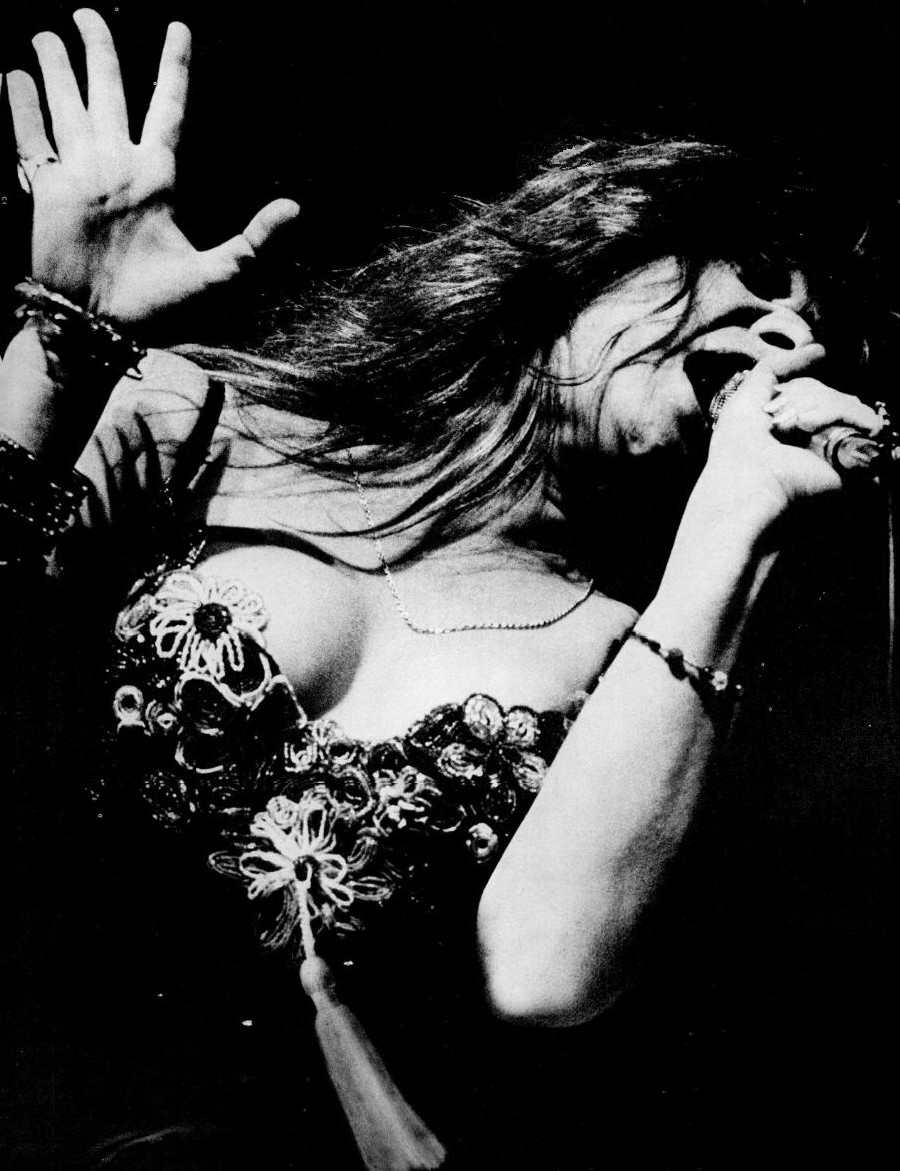
Janis Joplin på Newport Folk Festival i juli 1968.
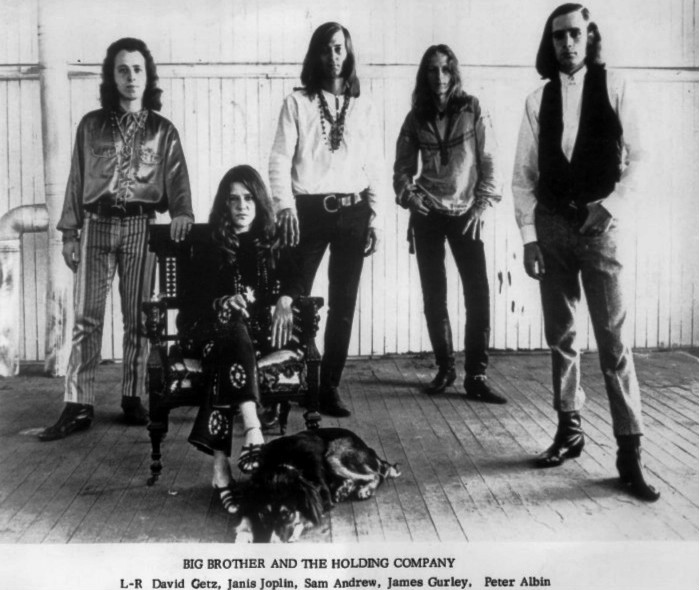
Janis Joplin och Big Brother and the Holding Company.
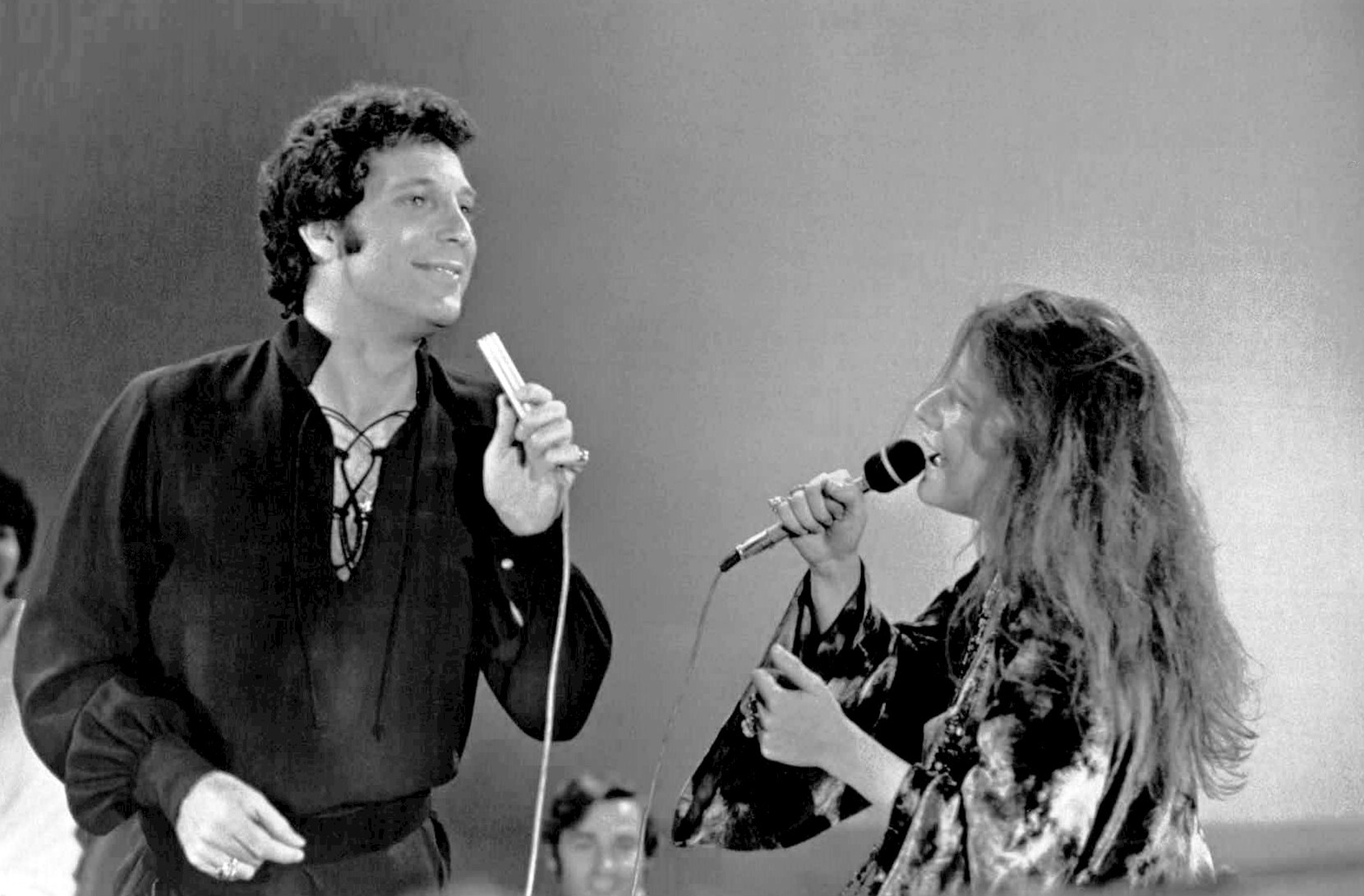
Tom Jones och Janis Joplin 1969.
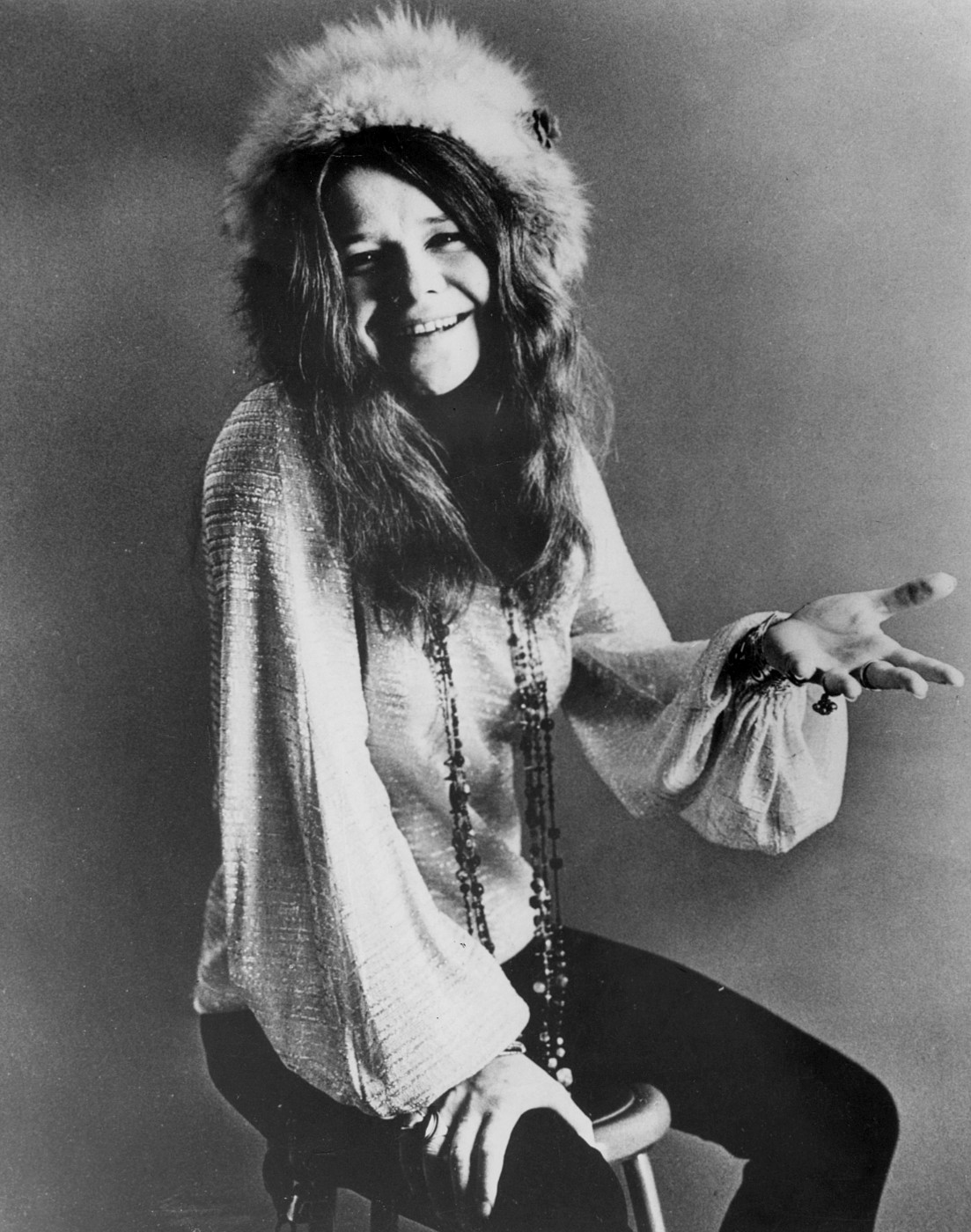
Janis Joplin 1969-70.
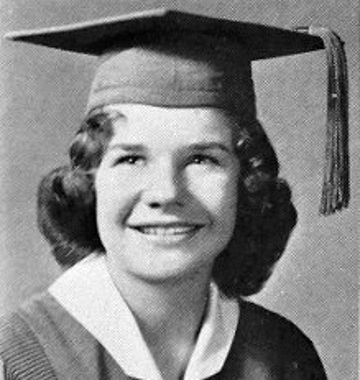
Janis Joplin i gymnasiet 1960.

## Diskografi

### Med Big Brother and the Holding Company
- 1967 – Big Brother and the Holding Company
- 1968 – Cheap Thrills
- 1998 – Live at Winterland '68
- 2012 – Live at the Carousel Ballroom 1968

### Med Kozmic Blues Band
- 1969 – I Got Dem Ol' Kozmic Blues Again Mama!

### Solo
- 1971 – Pearl
- 1972 – In Concert
- 1982 – Farewell Song